# Подура чотириокова
Подура чотириокова (Folsomia quadrioculata) — вид колембол з родини ізотомід (Isotomidae). Звичайний вид, широко поширений в Голарктиці.

## Поширення
Вид поширений у більшій частині Європи, Північній Африці, Північній і Центральній Азії, Гренландії, Північній Америці та Новій Зеландії. Живе в моху, лісовій підстилці, під корою дерев. Також трапляється в оранжереях і теплицях.

## Опис
Тіло завдовжки до 2,5 мм. Забарвлення біле або світло-сіре з розсіяними чорними цятками. Є оцелії, по парі з кожного боку голови. Постантенальний орган подовжений. Кігтики на кінцівках без зубчиків.